# Distintius del càncer
Els distintius del càncer (o “hallmarks of cancer” en anglès) són les característiques biològiques adquirides per les cèl·lules canceroses durant el seu desenvolupament. Douglas Hanahan i Robert Weinberg van publicar l’article “The Hallmarks of Cancer” el gener del 2000, on van descriure els sis primers: 
- autosuficiència en senyals de creixement
- insensibilitat als senyals d'anticreixement
- invasió de teixits i metàstasi
- potencial replicatiu il·limitat
- angiogènesi sostinguda
- evadir l'apoptosi

En una actualització publicada l’any 2011 (“Hallmarks of cancer: the next generation”), Weinberg i Hanahan van actualitzar el llistat amb l’addició de "reprogramació del metabolisme energètic", "evitar la destrucció immune","inflamació que promou el tumor" i "inestabilitat i mutació del genoma".  
Tanmateix, en l'edició del 2022 (“Hallmarks of cancer: new dimensions”) es van afegir quatre més: "microbiomes polimòrfics", "cèl·lules senescents", "reprogramació epigenètica no mutacional" i "plasticitat fenotípica desbloquejada".